# 六樓后座
《六樓后座》是一部2003年上映的香港電影，劇情以反映當時香港年輕人的心態為主題，由女導演黃真真執導。電影在2003年6月4日上映。

## 演員
- 林嘉欣 飾 Karena
- 盧巧音 飾 Candy
- 周俊偉 飾 梁Wing
- 周永恆 飾 Leo
- 鄧健泓 飾 Jean
- 森美 飾 美顏寶
- 麥浚龍 飾 Nick
- 蕭正楠 飾 Edwin（警察）
- 蘇永康 飾 康sir（警察）
- 小儀   飾 Jessie（美顏寶舊女友）
- 吳家樂 飾 Alex
- 杜麗莎 飾 梁Wing母親
- 陳振華 飾 梁Wing父親
- 黃真真 飾 Amy（Karena上司）
- 鄭丹瑞 飾 總編Jason
- 邵音音 飾 利時 Cinderella
- 羅冠蘭 飾 進修課程導師 Ms.Kim
- 任賢齊 飾 警察
- 江芷妮 飾 六樓后座朋友
- 余宜發 飾 六樓后座朋友
- 廖羽翹 飾 六樓后座朋友
- 李漫芬 飾 六樓后座朋友
- 楊詩敏 飾 六樓后座朋友
- 李可瑩 飾 六樓后座朋友
- 余迪偉 飾 六樓后座朋友
- 張嘉倫 飾 六樓后座朋友
- 湯駿業 飾 六樓后座朋友
- 區文詩 飾 六樓后座朋友
- 馬思恆 飾 六樓后座朋友
- 陳素瑩 飾 六樓后座朋友
- 黃文慧 飾 六樓后座朋友
- 林雪 飾 六樓后座朋友
- 黃岳泰 飾 六樓后座朋友
- 侯煥玲 飾 Susy（包租婆）

## 劇情
六個年輕人懷著六個故事，與六種心情。
在每晚進行的遊戲「真心話大冒險」裡，因為一次包租婆Susy的加入，演變成了一種推動力，去推動他們在腦裡藏了很久的夢想。六個屋主各自寫下一個目標放進可樂樽內，如果一年後誰不能完成的話便要吃Susy的糞便。
「我要出一本書」Karena這樣寫下來。她是一個不依時交稿的寫作人；因為上頭放產假，她直接跟總編Jason聯絡。聽著Jason的聲音，卻讓她墜進了一種幻覺般的戀愛裡。因為他，她有靈感；因為他，她努力去寫；因為他，她愛上了。她想見他，他卻告訴她：「我玩不起這個遊戲了」。察覺的這一刻，已無法抹掉之前塗上的色彩。愛一個人，變成了一場遊戲。
在旁邊一直觀察著的Leo罵她：「你在自己玩自己呀！」是的，沒有人迫使她去愛，但是，她已經愛上了，怎麼辦？Karena忍不住不停地哭，Leo擁著她，情不自禁地親了她。
上次的遊戲裡，Leo寫下的夢想是親他一直喜歡的Karena一下。第一次主動，用了乘虛而入的方法，很劣嗎？還是，喜歡沒有錯與對呢？
Candy是所謂的塔羅占卜師，為的卻是自己。她一直找尋一個可以令她出戀人牌的男人。誤打誤撞的兩個警察，出現了兩張戀人牌，一次過兩個。重嗎？還是硬嚥下來。到底是真正的喜歡，還是因為戀人牌的出現才喜歡，已經搞不清楚了。戀愛，有時就是搞不清楚的了。一腳踏兩船，被人發覺，才敢真真正正的面對現實。喜歡，是幻覺、利用，三個人，攤牌，到頭來一場空，卻比之前輕鬆。
一直愛好音樂的Wing想出一張唱片，只是沒有人賞識。他不想回美國念書，他覺得他的家人不懂得音樂，只以為他在逃避念書。他唯一一個聽眾是Susy，只有Susy會說他的音樂好好聽，和為他的音樂而拍掌。有一次，Wing的媽媽突然探訪六樓后座，在「真心話大冒險」裡，兩母子第一次正式把內心的想法說出來，很誠實，很坦然。Wing的媽媽送給兒子一首Beyond《海闊天空》，Wing才知道媽媽比他更懂得音樂。
Jean的目標是賺到十萬，他一直把握每個機會向人推銷他的產品，然而最後卻錯誤投資於二十箱計的豐胸丸而血本無歸。
美顏寶因為被兒時女友甩掉而變了同性戀，某一晚他在六樓后座重遇小儀飾演的舊女友，懷著報復心態的美顏寶藉著「真心話大冒險」對她百般奚落，舊女友選大膽後親吻美顏寶,美顏寶才知道自己還愛著舊女友。
限期到達，只有兩個人達到夢想，夢想再不變得遙遠，努力過，付出過，原來還是可以達到的。
在六樓后座的日子，大家好像都成長了，只是青春仍在，友誼也仍在。「青春像一塊方糖」是方糖的甜，還是荒唐的意思，甚麼是青春?

## 獎項
| 年份 | 頒獎典禮             | 獎項       | 名單   | 結果 |
| ---- | -------------------- | ---------- | ------ | ---- |
| 2003 | 第40屆金馬獎         | 最佳女配角 | 盧巧音 | 提名 |
| 2004 | 第23屆香港電影金像獎 | 最佳女配角 | 盧巧音 | 提名 |
| 2004 | 第23屆香港電影金像獎 | 最佳新演員 | 蕭正楠 | 提名 |
| 2004 | 第23屆香港電影金像獎 | 新晉導演   | 黃真真 | 提名 |

## 軼事
踏入2018年，戲中演員陳振華及侯煥玲在兩個月內先後離世，令人惋惜。

## 外部連結
- 《六樓后座》的雅虎香港電影頁面
- 六樓后座 （页面存档备份，存于）
- 六樓后座
- 六樓后座主題曲 （页面存档备份，存于）

- 香港影庫上《六樓后座》的資料（繁體中文）

- Yahoo奇摩電影上《六樓后座》的資料（繁體中文）

- 開眼電影網上《六樓后座》的資料（繁體中文）
- 豆瓣电影上《六樓后座》的資料 （简体中文）
- 时光网上《六樓后座》的資料（简体中文）
- AllMovie上《六樓后座》的资料（英文）
- 爛番茄上《六樓后座》的資料（英文）
- 互联网电影数据库（IMDb）上《六樓后座》的资料（英文）